# Columbia University Graduate School of Journalism
La Columbia University Graduate School of Journalism, communément appelé Columbia Journalism School, est une école de journalisme de l'Université Columbia. Fondée en 1912 par Joseph Pulitzer, elle est l'une des plus anciennes écoles de journalisme au monde et la seule de l'Ivy League.
Elle est située dans le Pulitzer Hall, sur le campus de Morningside Heights, à New York.

## Histoire
En 1892, Joseph Pulitzer, magnat de la presse d'origine hongroise, proposa au président de l'Université de Columbia, Seth Low, un financement pour créer la première école de journalisme au monde. Il cherchait à élever une profession considérée le plus souvent comme un métier commun appris grâce à un apprentissage. Son idée était de créer un centre de journalisme éclairé en quête de connaissances et de compétences au service de la démocratie. « Il transmettra des connaissances, non pas pour le plaisir en soi, mais pour être utilisé dans le service public », a écrit Pulitzer dans un essai principal désormais historique du numéro de mai 1904 de la North American Review. L'université était réticente à cette idée, mais le successeur de Low, Nicholas Murray Butler, s'est montré plus réceptif au projet.
Pulitzer était déterminé à créer sa vision à Columbia et lui a offert un don de 2 millions de dollars, dont un quart devait être utilisé pour créer des prix dans le journalisme et les arts. Il fallut des années de négociations et la mort de Pulitzer en octobre 1911 pour finaliser les plans. Le 30 septembre 1912, les cours commencent avec 79 étudiants du premier cycle et des cycles supérieurs, dont une douzaine de femmes. Le journaliste chevronné Talcott Williams a été nommé directeur de l'école. 
Lorsqu’ils n’assistaient pas aux cours et aux conférences, les étudiants parcouraient la ville à la recherche de nouvelles. Leurs camarades de classe plus avancés ont été chargés de couvrir une visite du président américain William Howard Taft, un procès sensationnel pour meurtre policier et une marche pour le suffrage des femmes. Un étudiant chinois s'est infiltré pour faire un reportage sur un repaire de cocaïne du centre-ville. Un bâtiment de journalisme a été construit l'année suivante au 2950 Broadway et 116th Street, à l'extrémité ouest du campus. Une statue de Thomas Jefferson a été installée en juin 1914 comme symbole de « libre enquête », illustré par les débats entre lui et son compatriote fondateur américain et ancien élève de Columbia, Alexander Hamilton, dont un statut a été dévoilé directement de l'autre côté du campus, devant le Hamilton Hall six ans plus tôt.

## Programmes académiques

### Master of Science
Le programme de maîtrise en sciences (M.S.) de dix mois de l'école offre aux journalistes débutants et expérimentés la possibilité d'étudier les compétences, l'art et l'éthique du journalisme en rapportant et en écrivant des articles allant de courts articles d'actualité à des reportages narratifs complexes. Certains étudiants intéressés par le journalisme d'investigation sont sélectionnés pour étudier au Stabile Center for Investigative Journalism, une spécialisation du programme de maîtrise. Des programmes de spécialisation en journalisme documentaire et de données sont également proposés. Le programme de maîtrise est également proposé à temps partiel.
Un programme de maîtrise d'un an en journalisme de données enseigne les compétences nécessaires pour trouver, collecter et analyser des données pour la narration, la présentation et le journalisme d'investigation.
L'école propose plusieurs programmes de double diplôme en collaboration avec d'autres écoles de Columbia : journalisme et informatique, journalisme et affaires internationales, journalisme et droit, journalisme et affaires, et journalisme et religion. L'école propose également des programmes internationaux de double diplôme avec Sciences Po à Paris, en France, et l'Université de Witwatersrand à Johannesburg, en Afrique du Sud.

### Master of Arts
Le programme de Master of Arts (M.A.), plus petit et plus spécialisé, d'une durée de neuf mois, s'adresse aux journalistes expérimentés souhaitant se concentrer sur un domaine particulier : politique, science, commerce et économie ou arts et culture. Les étudiants de M.A. travaillent en étroite collaboration avec des professeurs de journalisme et suivent des cours dans d'autres départements et écoles universitaires de l'université. Le programme est à temps plein.
Le programme de doctorat s'appuie sur les ressources de Columbia dans une approche multidisciplinaire de l'étude des communications. Les étudiants en doctorat élaborent des programmes d'études individuels pour acquérir des connaissances approfondies dans un domaine de concentration par le biais de recherches et de cours dans des disciplines allant de l'histoire, de la sociologie ou de la religion aux affaires ou aux affaires internationales.
Un cours de niveau supérieur de six semaines sur l'édition de livres, de magazines et de publications numériques, connu sous le nom de Columbia Publishing Course, est proposé depuis 2000, lorsque le programme a été transféré du Radcliffe College.

## Personnalités liées

### Étudiants
- Jim Dwyer: Reporter pour The New York Times, lauréat du prix Pulitzer en 1995[9].
- Howard Fineman : Journaliste américain, analyste chez MSNBC, et directeur de publication du Huffington Post[10].
- Louis Boccardi:  Journaliste et patron de presse américain, directeur général d’Associated Press de 1984 à 2003[11].
- Greg Burke: journaliste américain, directeur du Bureau de presse du Saint-Siège d’août 2016 à décembre 2018[12].
- Madeleine May Kunin: une journaliste et femme politique américano-suisse, gouverneure de l'État du Vermont de 1985 à 1991[13].
- Narasimhan Ram: journaliste indien, rédacteur en chef du journal The Hindu depuis le 27 juin 2003.